# Rostislau I de Pereaslávia
Rostislau (em latim: Rostislaus; em russo: Ростислав Всеволодович; romaniz.: Rostislav Vsevolodovich) foi príncipe de Pereaslávia entre 1073 e 1076 e novamente entre 1078 e 1093.

## Vida
Rostislau era filho de Usevolodo I e sua esposa cumana. Em 1073, foi designado como príncipe de Pereaslávia em sucessão de seu pai, mas permaneceu na posição até 1076, quando foi substituído por seu irmão Vladimir II. Em 1078, novamente foi nomeado príncipe da Pereaslávia. Permaneceu nessa posição até 1093, quando afogou-se quando tentava fugir dos cumanos após a Batalha do rio Estugna.